# Coua ruficeps
Il cua capirosso o coua dalla corona rossiccia (Coua ruficeps Gray, 1846) è un uccello della famiglia dei Cuculidi.

## Distribuzione e habitat
Questo uccello è endemico del Madagascar.

## Tassonomia
Coua ruficeps ha due sottospecie:
- Coua ruficeps ruficeps
- Coua ruficeps olivaceiceps